# Rotbart
Rotbart (jap. 赤ひげ, Akahige) ist ein Film des japanischen Regisseurs Akira Kurosawa aus dem Jahr 1965. 
Rotbart ist die Verfilmung einer Geschichte von Shūgorō Yamamoto. Fjodor Dostojewskis Roman Erniedrigte und Beleidigte lieferte die Idee für die Handlung von einem jungen Mädchen, das aus einem Bordell gerettet wird. Kurosawa bezieht von Dostojewski auch Ideen für einen anderen Film, Hakuchi (von: Der Idiot). „Rotbart“ beleuchtet das Problem der sozialen Ungerechtigkeit und untersucht zwei von Kurosawas Lieblingsthemen: existentieller Humanismus und Existentialismus (siehe auch: Ikiru, Dersu Usala).
Rotbart ist 185 Minuten lang und wurde im Seitenverhältnis von 2.35:1 und erstmals mit magnetischem 4-Spur-Stereoton aufgezeichnet. Es ist der letzte Film Kurosawas, in dem Toshirō Mifune auftritt. Er ist auch der letzte Schwarz-Weiß-Film Kurosawas. 

## Handlung
Der Film spielt in Edo (dem heutigen Tokio) im 19. Jahrhundert. Dr. Noboru Yasumoto (保本 登) wurde an ein ländliches Krankenhaus versetzt, um seine postgraduale medizinische Ausbildung unter der Leitung von Dr. Kyojō Niide (新出 去定), Akahige, zu absolvieren. Yasumoto, der an holländischen medizinischen Schulen ausgebildet wurde, um der Leibarzt des japanischen Shogun zu werden, ist über diese Versetzung empört – was hat er schon von Akahige zu gewinnen?
Der Protagonist, Dr. Yasumoto, ist ein arroganter junger Arzt, der sich anschickt, Leibarzt des Shogun zu werden. Dr. Niide erscheint als tyrannischer Herrscher, ist in Wirklichkeit jedoch ein mitfühlender Krankenhausdirektor. Dr. Yasumoto fühlt, dass Dr. Niide nur an seinen medizinischen Aufzeichnungen interessiert ist, und rebelliert bald gegen den Klinikdirektor. Zuerst weigert er sich, seine Uniform zu tragen, verschmäht das Essen und die spartanische Umgebung und betritt den verbotenen Garten, in dem er „Die Gottesanbeterin“, eine mysteriöse Patientin, die nur Dr. Niide behandeln kann, trifft.
Durch seine Beobachtung von Dr. Niides Mitleid und einer Reihe hilfloser Patienten lernt Dr. Yasumoto, was es wirklich heißt, ein Arzt zu sein: Die Leben der Patienten sind wichtiger als Reichtum und Status. Ihr Leiden kann durch sein Mitleid und seine Fürsorge gemindert werden.

## Sonstiges
- Die Dreharbeiten dauerten zwei Jahre.
- Die Detailtreue bei dem Bau des Krankenhauses ging so weit, dass man auf Anweisung von Kurosawa genau die Art von gealtertem Holz einsetzte, die in der Region und zu der Zeit, wo der Film spielte, verwendet worden wäre.
- Nach dem DVD-Kommentar von Stephen Prince ist es der einzige Film Kurosawas, in dem Nacktheit vorkommt.